# Dactylopusia signata
Dactylopusia signata är en kräftdjursart som först beskrevs av Willey 1920.  Dactylopusia signata ingår i släktet Dactylopusia och familjen Thalestridae. Inga underarter finns listade i Catalogue of Life.